# Yahyaköy, Susurluk
Yahyaköy là một xã thuộc huyện Susurluk, tỉnh Balıkesir, Thổ Nhĩ Kỳ. Dân số thời điểm năm 2010 là 272 người.